# 妙福寺 (台東区)
妙福寺（みょうふくじ）は、東京都台東区谷中にある日蓮宗の寺院。山号は石岡山。旧本山は京都本法寺、親師法縁。

## 歴史
応永年間（1394年－1427年）久遠成院日親を開山に肥前国加瀬郡加瀬町（現在の佐賀県佐賀市）に創建した。慶安年間（1648年－1651年）江戸に開創された等光院（または東光院、本阿弥光温が開基）に日春を中興開山として寺号を移した。

## 境内
- 本堂
- 山門

## 交通アクセス
- 千代田線根津駅より徒歩約6分（経路案内）。

## 参考資料
- 日蓮宗寺院大鑑編集委員会『宗祖第七百遠忌記念出版 日蓮宗寺院大鑑』大本山池上本門寺 (1981年)
- 御府内寺社備考